# Acétate de potassium
« E261 » redirige ici. Pour les autres significations, voir E261 (homonymie).
L'acétate de potassium de formule semi-développée CH3COOK est un sel de l'acide acétique et du potassium.
L'acétate de potassium est un additif alimentaire autorisé en Europe (numéro E261). Il est classé comme conservateur alimentaire et correcteur de pH.
La combustion de l'acétate de potassium donne une flamme de couleur bleue.
L'acétate de potassium peut être utilisé pour extraire l'eau du mélange azéotropique éthanol-eau. Le sel réduit la pression vapeur du solvant dans lequel il est le plus soluble. La séparation des solvants se fait ensuite par distillation.
L'acétate de potassium en solution aqueuse (pH faible 8,2) peut être utilisé pour l'extinction d'incendie essentiellement dans les cuisines à cause des huiles et des graisses qui gardent la chaleur. Il forme une mousse comme du savon au contact d'une surface chaude, ce qui étouffe le feu. Il se nettoie facilement et n'est pas toxique.
L'acétate de potassium est également utilisé comme "déglaçant" pour lutter contre le verglas, par exemple sur les pistes de l'aéroport de Montréal-Trudeau. Il est employé en remplacement du sel (NaCl), plus corrosif, et de l'urée, plus toxique.